# 梁祝的繼承者們
梁祝的繼承者們（英文：Art School Musical）是一部2014年由「非常林奕華」製作的音樂劇，改編自中國四大民間傳說之一的《梁山伯與祝英台》，為「非常林奕華」第54部舞台作品，同時亦是「生命三部曲」戲劇系列的首部曲：藝術家。劇作由林奕華執導、編劇及作詞，陳建騏、黃建為、阿超作曲，伍宇烈編舞。
本劇主要演員包括路嘉欣、時一修、趙逸嵐、葉麗嘉等，同時加入通過「非常林奕華2014音樂劇演員招募」的新成員：包括張國穎、鄭君熾、王肇陽等。全劇共14名演員，連同特邀演出無伴奏合唱團體「一舖清唱」，合共18位演員，並由部分演員聯合阿超作現場音樂伴奏。作品於2014年推出原聲大碟，包含全劇共18首歌曲。。2019年6月出版紀念劇本集《有一種旋律叫梁祝》。

## 劇情大綱
故事由惡夢開始。
祝英台明明是想到藝術學院探索我是誰，卻在意識某處顛覆了願望，說服自己父母的說話是對的：人生，應該有固定答案，明確規劃，永遠是1+1=2。但惡夢醒來，她發現她已在一家藝術學院裡，眼前出現了藝術家求之不得的繆思：梁山伯。
他的安靜，使她思潮如泉湧。每一個他的舉動，都令她問號叢生。只是不知道是出於求知抑或愛情慾望的創作激情，卻沒有引來梁山伯的迴響，相反，面對祝英台井噴的靈感使他自覺是張永恆的白紙——畫如不畫，不如不畫——背負太多父母都是不成功藝術家的包袱，他不容許重蹈覆轍的結果是因過度害怕失敗而承受不能表達，不能溝通和不能愛的痛苦。
誰叫在這兩個其實互相欣賞的年輕人，有一個「第三者」叫馬文才，而「他」的不可逃避，因為「他」不是一個人，而是眼下這個充斥高速消費與資訊氾濫的時代？
見證梁祝聚合分離的學院裡，有一位教授「什麼是藝術」的老師。他把承傳藝術視為己任，然而當時間到了，誰也需要走上自己的命途。悲劇也有美麗的時候，化蝶翩翩，除了痴男怨女，還有有信念，有勇氣，到底以造就繼承者的角色昇華人生的人。

## 分場表
序：求學受阻
第一幕
第1場：初遇
第2場：安靜
第3場：入學試
第4場：靜物畫
第5場：放大
第6場：孿生兒
第7場：明暗對比
第8場：藝術學院
第9場：日常生活場景
第10場：一個人
第11場：浪漫主義
第12場：鏡子
第13場：原真性
中場休息20分鐘
第二幕
第14場：風景
第15場：馬文才三部曲
第16場：父親的自畫像
第17場：面對現實
第18場：訪師
第19場：無常
第20場：化蝶
跋：為藝術犧牲

## 曲目表
| 《梁祝的繼承者們》 | 《梁祝的繼承者們》                           | 《梁祝的繼承者們》 | 《梁祝的繼承者們》 | 《梁祝的繼承者們》                                                                       |
| 曲序               | 曲目                                         |                    | 作曲               | 演唱                                                                                     |
| ------------------ | -------------------------------------------- | ------------------ | ------------------ | ---------------------------------------------------------------------------------------- |
| 1.                 | 為什麼不能與父母談生命的意義只能談生活的意義 | 林奕華             | 黃建為             | 朱育宏、賴盈螢、鄭君熾、張國穎、葉麗嘉、王捷仟、趙逸嵐、戴旻學、時一修、彭浩秦、一舖清唱 |
| 2.                 | 自畫像                                       | 林奕華             | 黃建為             | 王肇陽                                                                                   |
| 3.                 | 為什麼我好想告訴他我是誰                     | 林奕華             | 黃建為             | 張國穎、路嘉欣、葉麗嘉、賴盈螢                                                           |
| 4.                 | 暗戀                                         | 林奕華             | 陳建騏             | 張國穎、路嘉欣、葉麗嘉、賴盈螢、趙逸嵐                                                   |
| 5.                 | 平凡                                         | 林奕華             | 阿超               | 鄭君熾、黃俊傑、王捷仟、王肇陽                                                           |
| 6.                 | 跟自己談戀愛                                 | 林奕華             | 陳建騏             | 朱育宏、全體演員                                                                         |
| 7.                 | 圍裙                                         | 林奕華             | 阿超               | 路嘉欣、王肇陽、趙逸嵐、時一修、葉麗嘉、戴旻學、王捷仟、黃俊傑、彭浩秦                   |
| 8.                 | 我是一顆藝術屎                               | 林奕華             | 黃建為             | 朱育宏、鄭君熾、王肇陽、賴盈螢、葉麗嘉、戴旻學、彭浩秦、趙逸嵐、時一修、                 |
| 9.                 | 十八相送                                     | 林奕華             | 陳建騏             | 全體演員                                                                                 |
| 10.                | 十五分鐘成名史－馬文才二部曲之一             | 林奕華             | 陳建騏             | 彭浩秦、葉麗嘉、戴旻學、一舖清唱                                                         |
| 11.                | 十五分鐘成名史－馬文才二部曲之二             | 林奕華             | 陳建騏             | 彭浩秦、葉麗嘉、戴旻學、一舖清唱                                                         |
| 12.                | 十五分鐘成名史－馬文才二部曲之三             | 林奕華             | 陳建騏             | 彭浩秦、葉麗嘉、戴旻學、一舖清唱                                                         |
| 13.                | 梁山伯嗆聲祝英台                             | 林奕華             | 阿超               | 朱育宏、賴盈螢、全體演員                                                                 |
| 14.                | 為什麼我不能告訴你我是誰（我有病）           | 林奕華             | 陳建騏             | 鄭君熾、黃俊傑、彭浩秦、戴旻學                                                           |
| 15.                | 十八相送2                                    | 林奕華             | 陳建騏             | 張國穎、趙逸嵐、一舖清唱                                                                 |
| 16.                | 自畫像2                                      | 林奕華             | 黃建為             | 時一修                                                                                   |
| 17.                | 你有在美術館哭過嗎                           | 林奕華             | 陳建騏             | 路嘉欣、王肇陽                                                                           |
| 18.                | 為藝術犧牲                                   | 林奕華             | 阿超               | 全體演員                                                                                 |

## 外部連結
1. ↑  梁祝的繼承者們OST  （页面存档备份，存于）
2. ↑  有一种旋律叫梁祝(豆瓣) - 豆瓣读书  （页面存档备份，存于）
3. ↑  非常林奕華｜梁祝的繼承者們  （页面存档备份，存于）